# خواكيم فيرنر
خواكيم فيرنر (بالألمانية: Joachim Werner)‏ هو مؤرخ عصور ما قبل التاريخ ألماني، ولد في 23 ديسمبر 1909 في برلين في ألمانيا، وتوفي في 9 يناير 1994 في ميونخ في ألمانيا.